# Lokomotiv Jaroslavl
Lokomotiv Jaroslavl (rusky Локомотив Ярославль) je profesionální ruský hokejový tým. Byl založen v roce 1959.

## Úspěchy
- Vítězství v Ruské superlize: 1996-97, 2001-02, 2002-03

## Vývoj názvů týmu
- Lokomotiv Jaroslavl (1949–1955)
- Spartak Jaroslavl (1955–1956)
- Chimik Jaroslavl (1956–1957)
- HC JMZ Jaroslavl (1959–1963)
- Trud Jaroslavl (1963–1964)
- Motor Jaroslavl (1964–1965)
- Torpedo Jaroslavl (1965–2000)
- Lokomotiv Jaroslavl (2000)

## Pád letadla v září 2011
Dne 7. září 2011 krátce po vzletu, blízko letištní dráhy, se zřítilo letadlo Jakovlev Jak-42D se 45 osobami na palubě (26 hráčů Lokomotiv Jaroslavl, 11 členů realizačního týmu a 8 členů posádky). Na palubě letounu se nacházeli také tři čeští reprezentanti, Jan Marek, Karel Rachůnek a Josef Vašíček a slovenský reprezentant Pavol Demitra kteří potom zahynuli. Jednalo se o hokejový tým mířící do Minsku na úvodní zápas Kontinentální hokejové ligy s tamním týmem. 43 osob včetně tří českých hráčů nepřežilo, těžká zranění utrpěl jeden člen posádky, palubní inženýr Alexandr Sizov a hráč Alexandr Galimov, který svým zraněním podlehl 12. září v nemocnici. V důsledku této tragédie se vedení klubu rozhodlo nenastoupit do sezóny 2011/12.

## Přehled účasti v KHL
| Rusko                       |        |                                                         |                  |
| Sezóny                      | Soutěž | Play off                                                | Kapitán          |
| 2008/2009                   | KHL    | Finále (prohra 3:4 na zápasy s Ak Bars Kazaň)           | Alexej Kudašov   |
| 2009/2010                   | KHL    | Semifinále (prohra 3:4 na zápasy s HK MVD Balašicha)    | Radek Bonk       |
| 2010/2011                   | KHL    | Semifinále (prohra 2:4 na zápasy s Atlant Mytišči)      | Karel Rachůnek   |
| 2011/2012                   | KHL    | Ne                                                      | Alexej Kručinin  |
| 2012/2013                   | KHL    | Osmifinále (prohra 2:4 na zápasy s Severstal Čerepovec) | Alexej Kaljužnyj |
| 2013/2014                   | KHL    | Osmifinále (prohra 3:4 na zápasy s HK Dynamo Moskva)    | Ilja Goroškov    |
| 2014/2015                   | KHL    | Osmifinále (prohra 3:4 na zápasy s HK Dynamo Moskva)    | Ilja Goroškov    |
| 2015/2016                   | KHL    | Osmifinále (prohra 1:4 na zápasy s SKA Petrohrad)       | Staffan Kronwall |
| 2016/2017                   | KHL    | Semifinále (prohra 0:4 na zápasy s SKA Petrohrad)       | Staffan Kronwall |
| 2017/2018                   | KHL    | Čtvrtfinále (prohra 1:4 na zápasy s SKA Petrohrad)      | Staffan Kronwall |
| 2018/2019                   | KHL    | Čtvrtfinále (prohra 1:4 na zápasy s SKA Petrohrad)      | Staffan Kronwall |
| 2019/2020                   | KHL    | Osmifinále (prohra 2:4 na zápasy s Jokerit)             | Staffan Kronwall |
| 2020/2021                   | KHL    | Čtvrtfinále (prohra 3:4 na zápasy s CSKA Moskva)        | Vladimír Tkačov  |
| 2021/2022                   | KHL    | Osmifinále (prohra 0:4 na zápasy s CSKA Moskva)         | Alexej Marčenko  |
| 2022/2023                   | KHL    | Čtvrtfinále (prohra 3:4 na zápasy s CSKA Moskva)        | Sergej Andronov  |
| 2023/2024                   | KHL    | Finále (prohra 0:4 na zápasy s Metallurg Magnitogorsk)  | Sergej Andronov  |
| 2024/2025                   | KHL    | Finále (výhra 4:1 na zápasy s Traktor Čeljabinsk)       | Alexandr Jelesin |
| Zdroj na Eliteprospects.com |        |                                                         |                  |

## Češi a Slováci v týmu
| Ročník                                                                   | Hráči a trenéři z ČR                                                                                                   | Hráči SR        | Linky |
| ------------------------------------------------------------------------ | --- | --------------- | ----- |
| 2001/2002                                                                | Jan Peterek, Vladimír Vůjtek starší (trenér)                                                                           | Martin Štrbák   |       |
| 2002/2003                                                                | Jan Peterek, Radim Tesařík, Karel Rachůnek, Vladimír Vůjtek starší (trenér)                                            | Martin Štrbák   |       |
| 2003/2004                                                                | Jan Peterek, David Moravec, Martin Hlavačka                                                                            | Ľubomír Sekeráš |       |
| 2004/2005                                                                | Karel Rachůnek, Martin Štěpánek                                                                                        | nikdo           |       |
| 2005/2006                                                                | Karel Rachůnek | nikdo           |       |
| 2006/2007                                                                | nikdo | Ján Pardavý     |       |
| 2007/2008                                                                | Zbyněk Irgl | nikdo           |       |
| 2008/2009                                                                | Josef Vašíček, Zbyněk Irgl                                                                                             | nikdo           |       |
| 2009/2010                                                                | Josef Vašíček, Zbyněk Irgl, Radek Bonk                                                                                 | Richard Zedník  |       |
| 2010/2011                                                                | Josef Vašíček, Karel Rachůnek, Michal Barinka (leden 2011) Vladimír Vůjtek starší (trenér)                             | Pavol Demitra   |       |
| 2011/2012                                                                | Jan Marek, Josef Vašíček, Karel Rachůnek 7.9.2011 zemřeli při letecké havárii Letecká havárie v Jaroslavli v roce 2011 | Pavol Demitra   |       |
| 2012/2013                                                                | nikdo | nikdo           |       |
| 2013/2014                                                                | nikdo | nikdo           |       |
| 2014/2015                                                                | Jiří Novotný | nikdo           |       |
| 2015/2016                                                                | Jiří Novotný | nikdo           |       |
| 2016/2017                                                                | Jakub Nakládal | nikdo           |       |
| 2017/2018                                                                | Jakub Nakládal | nikdo           |       |
| 2018/2019                                                                | Jakub Nakládal, Alexander Salák                                                                                        | nikdo           |       |
| 2019/2020                                                                | Jakub Nakládal | nikdo           |       |
| 2020/2021                                                                | nikdo | nikdo           |       |
| 2021/2022                                                                | nikdo | nikdo           |       |
| 2022/2023                                                                | nikdo | nikdo           |       |
| 2023/2024                                                                | nikdo | Martin Gernát   |       |
| 2024/2025                                                                | nikdo | Martin Gernát   |       |
| 2025/2026                                                                | nikdo | nikdo           |       |
| Češi - Zdroj na Eliteprospects.com Slováci - Zdroj na Eliteprospects.com | |                 |       |